# Grünschwanz-Smaragdkolibri
Der Grünschwanz-Smaragdkolibri (Chlorostilbon poortmani) oder auch Poortmankolibri, gelegentlich auch noch als Kurzschwanz-Smaragdkolibri bezeichnet,  ist eine Vogelart aus der Familie der Kolibris (Trochilidae). Die Art kommt in Kolumbien und Venezuela vor. Der Bestand wird von der IUCN als nicht gefährdet (Least Concern) eingeschätzt.

## Merkmale

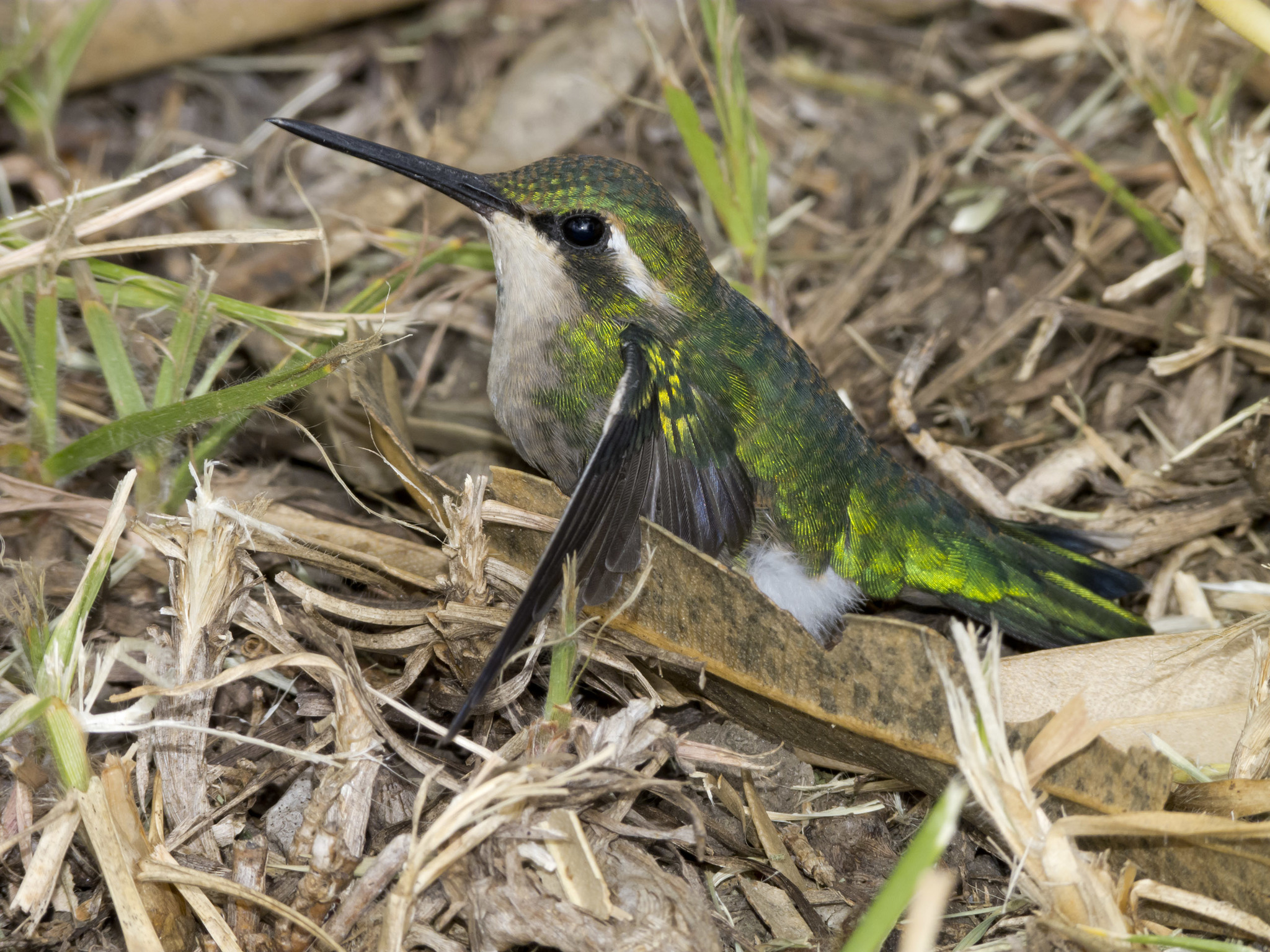
Grünschwanz-Smaragdkolibri, Weibchen

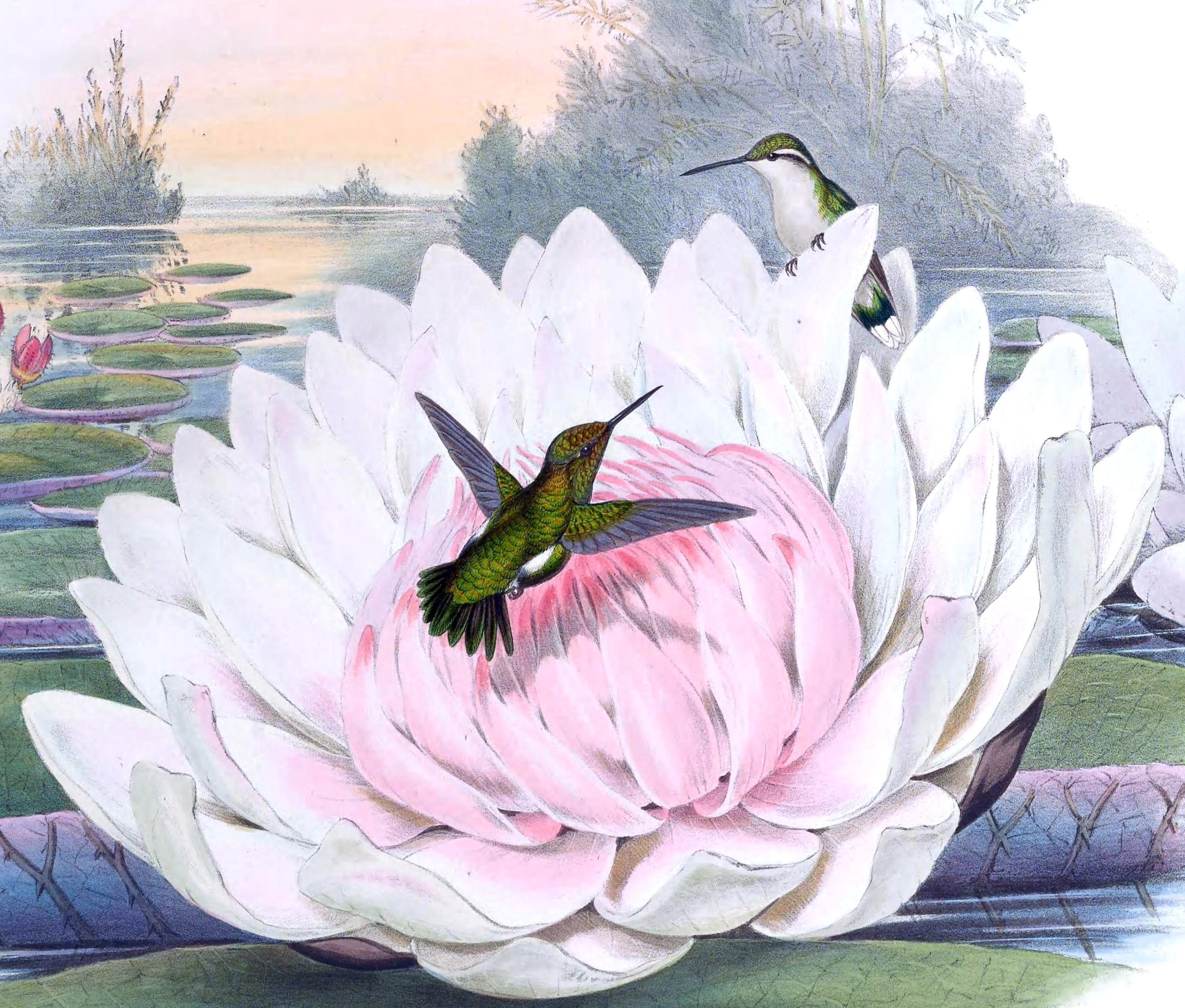
Grünschwanz-Smaragdkolibris (Lithografie von Henry Constantine Richter nach einer Zeichnung von John Gould, 1860)

Der Grünschwanz-Smaragdkolibri erreicht eine Körperlänge von etwa 6,9 cm, wobei der kurze Schnabel 1,5 cm lang ist. Der Oberkopf des Männchens glitzert grün, wobei der Rest der Oberseite grün mit einer leichten Kupfertönung schimmert. Die Unterseite glitzert hellgrün. Der leicht gegabelte kurze Schwanz schimmert grün. Die Oberseite des Weibchens glitzert grün, wobei der Oberkopf eine etwas bronzebraune Färbung aufweist. Der dunkle Ohrfleck wird durch einen kurzen weißen Hinteraugenstrich begrenzt. Die Unterseite ist hellgrau, die Flanken grün gesprenkelt. Die zentralen Steuerfedern schimmern grün. Die restlichen Schwanzfedern haben eine etwas blassere grüne Färbung und einer blauschwarzen subterminale Binde mit weißen Flecken. In freier Natur sind sie vom Schmalschwanz-Smaragdkolibri (Chlorostilbon stenurus) (Cabanis & Heine, 1860) kaum zu unterscheiden.

## Verhalten
Normalerweise sieht man sie alleine und eher in den unten Straten in Höhen zwischen 0,5 und 5 Metern bei der Nahrungssuche oder auf vereinzelter Blüten an Straßenrändern sowie Gärten mit Blumen in der Nähe von Siedlungen sitzen. Sie bevorzugen horizontale oder nach oben gebogene Blüten, auch wenn sie gelegentlich herunterhängende Blüten wie die zu den Heidekrautgewächsen gehörende Gattung Macleania anfliegen. Sie gehören zu den Traplinern, d. h., sie fliegen in rascher Folge von einer Blüte zur anderen und suchen diese regelmäßig auf. Sehr wahrscheinlich klauen sie auch im Territorium andere Kolibriarten und besuchen auch Pflanzen mit geringem Belohnungsgrad. Sie fliegen in schlängelnd schwebend, ähnlich wie Schopfkolibris (Lophornis), Zwergelfen (Chaetocercus) oder Sternkolibris (Calliphlox). Dieser unterscheidet sich von dem anderer Smaragdkolibris (Chlorostilbon).

## Fortpflanzung
Melbourne Armstrong Carriker beobachtete im Juni im Departamento de Norte de Santander ein Weibchen in Brutstimmung. Ihr Nest bauen sie zu einem Kelch, an welchem sie die Außenseite verkleiden. Laut Berichten brüten sie von Mai bis Juni.

## Habitat
Der Kolibri bewegt sich vorzugsweise in buschigen Weidenflächen, im Dickicht in der Nähe von Straßenrändern und anderen teils abgeholzten Gebieten. Normalerweise sind diese Gebiete nicht allzu weit entfernt von feuchten Bergwäldern. Da der Schmalschwanz-Smaragdkolibri sich in größeren Höhenlagen bewegt, lösen sie diesen in praktisch in ihrem natürlichen Lebensraum ab. Saisonal kann es zu Abwanderungen in andere Höhenlagen kommen. Im Parque Nacional de la Cueva de los Guácharos ist der natürliche Lebensraum eher fortgeschrittene Sekundärvegetation oder kleiner offene Lichtungen.

## Verbreitungsgebiet

Verbreitungsgebiet (grün) des Grünschwanz-Smaragdkolibris

Sie bewegen sich normalerweise in Höhenlagen von 500 bis 2800 Meter, wobei in den meisten Berichten von Höhenlagen zwischen 1000 und 2400 Meter die Rede ist. So findet man sie in Kolumbien an den Westhängen der Ostanden vom Departamento del Huila bis ins Departamento de Santander. Paul E. Gertler schrieb 1972 in seiner Publikation The birds of the Cave the Oilbirds National Park, Huila, Colombia erstmals über Vorkommen im Parque Nacional de la Cueva de los Guácharos. An den Osthängen der Ostanden kommen sie im südlichen und westlichen Teil des Departamento del Meta vor. In Venezuela sind sie an beiden Hängen der Anden im Bundesstaat Táchira und an den Westhängen im Bundesstaat Mérida präsent.

## Unterarten
Es sind zwei Unterarten bekannt:
- Chlorostilbon poortmani poortmani (Bourcier, 1843)[5] – Die Nominatform kommt im Osten Kolumbiens und Nordwesten Venezuelas vor.
- Chlorostilbon poortmani euchloris (Reichenbach, 1854)[6] – Die Unterart ist im zentralen Kolumbien verbreitet.

## Etymologie und Forschungsgeschichte
Jules Bourcier beschrieb den Grünschwanz-Smaragdkolibri unter dem Namen Ornismya poortmani. Als Fundort gab er allgemein Kolumbien an. Es war John Gould, der in der Lieferung 5 seiner Kolibritafeln 1853 die neue Gattung Chlorostilbon für den Blauschwanz-Smaragdkolibri (Chlorostilbon mellisugus) (Linnaeus, 1758) (Syn: Chlorostilbon prasina) einführte. Erst später wurde der Grünschwanz-Smaragdkolibri dieser Gattung zugeordnet. »Chlorostilbon« setzt sich aus den griechischen Worten »chlōros χλωρός« für »grün« und »stilbōn στίλβων« für »scheinend« zusammen. Die Griechen gaben dem Merkur den Beinamen Stilbōn was auf das Verb »stilb« für »blinken« zurückzuführen ist.  Der Artname »poortmani« ist dem französischen Kurator des Musée d’Histoire Naturelle de Lyon Théodore Poortman (1804–1863) gewidmet. »Euchloris« stammt vom griechischen »eukhlōros, ευχλωρος« für »grünlich, gelblich« ab. Dieses setzt sich wiederum aus »eu, ευ« für »fein schön« und »khlōros, χλωρος« für »hellgrün« zusammen.